# Paradise (Kill the Silence)
Paradise (Kill the Silence) è il quarto EP dei Coldrain, pubblicato il 17 settembre 2021 con Warner Music Japan, scritto da Masato con Y.K.C e prodotto da Michael Baskette. Il singolo anticipa l'uscita dell'album Nonnegative, di cui fa parte.
Nell'EP sono contenute anche le versioni della stessa canzone a cui sono state tolte in ciascuna una pista di registrazione.
Dopo la pubblicazione dell'EP i Coldrain hanno svolto il tour Paradise nei mesi di ottobre e novembre. L'ultimo concerto del tour si è svolto a Usen Studio Coast a Tokyo il 16 novembre 2021, registrato per la pubblicazione il 28 gennaio 2022 del video musicale.
Il testo allude al fatto che il paradiso citato è il palco dei concerti e con "uccidere il silenzio" il cantante si riferisce al riprendere a suonare dal vivo dopo le misure di confinamento dovute alla pandemia di COVID-19.

## Tracce
1. Paradise (Kill the Silence) – 3:43
2. Paradise (Kill the Silence) for Singers – 3:43
3. Paradise (Kill the Silence) for Lead Guitarists – 3:43
4. Paradise (Kill the Silence) for Rhythm Guitarists – 3:43
5. Paradise (Kill the Silence) for Bassists – 3:43
6. Paradise (Kill the Silence) for Drummers – 3:43

## Formazione
- Masato – voce
- Y.K.C – chitarra solista, programmazione
- Sugi – chitarra ritmica, voce secondaria
- RxYxO – basso, voce secondaria
- Katsuma – batteria, percussioni